# SKNFA Superliga 2021
La SKNFA Superliga 2021 fue la edición número 37 de la SKNFA Superliga. La temporada comenzó el 19 de febrero de 2021 y terminó el 20 de octubre del 2022.

## Formato
Los 12 equipos disputarán en sistema de todos contra todos 2 veces totalizando 22 partidos cada uno; al término de la ronda regular los 6 seis primeros jugarán la Final Six, donde los dos mejores jugaron la final y en la final el sistema es ganar 2 de 3 partidos, si persistes la serie empatada el tercero se decide todo y mantenerse en empate tiempos extra; de seguir igual a la serie de penales. El campeón de cumplir los requisitos establecidos participará a la CONCACAF Caribbean Club Shield 2022.
Por otro lado, los 2 últimos descendieron a la SKNFA Primera División.

## Ronda Regular
| Pos. | Equipo                   | Pts. | PJ | G  | E | P  | GF | GC | Dif. | Clasificación 2022                |
| ---- | ------------------------ | ---- | -- | -- | - | -- | -- | -- | ---- | --------------------------------- |
| 1    | St Paul's United         | 57   | 22 | 18 | 3 | 1  | 57 | 11 | +46  | Final Six                         |
| 2    | Garden Hotspurs          | 49   | 22 | 15 | 4 | 3  | 41 | 15 | +26  | Final Six                         |
| 3    | Cayon Rockets            | 45   | 22 | 14 | 3 | 5  | 48 | 17 | +31  | Final Six                         |
| 4    | Village Supertsars       | 43   | 22 | 12 | 7 | 3  | 45 | 16 | +29  | Final Six                         |
| 5    | St Peters Strikers       | 42   | 22 | 12 | 6 | 4  | 42 | 19 | +23  | Final Six                         |
| 6    | Conaree                  | 34   | 22 | 10 | 4 | 8  | 37 | 32 | +5   | Final Six                         |
| 7    | Saddlers United          | 26   | 22 | 7  | 5 | 10 | 34 | 33 | +1   |                                   |
| 8    | United Old Road Jets     | 24   | 22 | 6  | 6 | 10 | 43 | 38 | +5   |                                   |
| 9    | Newtown United           | 18   | 22 | 4  | 6 | 12 | 20 | 35 | −15  |                                   |
| 10   | Bath United              | 17   | 22 | 5  | 2 | 15 | 20 | 44 | −24  |                                   |
| 11   | Trafalgar Southstars (D) | 10   | 22 | 3  | 1 | 18 | 15 | 62 | −47  | Descenso a SKNFA Primera División |
| 12   | Dieppe Bay Eagles (D)    | 7    | 22 | 2  | 1 | 19 | 16 | 96 | −80  | Descenso a SKNFA Primera División |

 Fuente: Soccerway

## Final Six
| Pos. | Equipo             | Pts. | PJ | G | E | P | GF | GC | Dif. | Clasificación 2022 |
| ---- | ------------------ | ---- | -- | - | - | - | -- | -- | ---- | ------------------ |
| 1    | Conaree            | 10   | 5  | 3 | 1 | 1 | 7  | 6  | +1   | Final              |
| 2    | St Paul's United   | 9    | 5  | 3 | 0 | 2 | 13 | 5  | +8   | Final              |
| 3    | Garden Hotspurs    | 8    | 5  | 2 | 2 | 1 | 8  | 8  | 0    |                    |
| 4    | Village Superstars | 5    | 5  | 1 | 2 | 2 | 6  | 7  | −1   |                    |
| 5    | St Peters Strikers | 5    | 5  | 1 | 2 | 2 | 7  | 11 | −4   |                    |
| 6    | Cayon Rockets      | 3    | 5  | 0 | 3 | 2 | 7  | 11 | −4   |                    |

 Fuente: Soccerway

## Final
Se jugarán al mejor de tres partidos: el equipo que sea capaz de ganar dos partidos se coronará campeón. No habrá empates, los partidos empatados se definirán en prórroga o en penaltes respectivamente.
| Local            | Resultado | Visitante        | Fecha                 | Estadio                      |
| ---------------- | --------- | ---------------- | --------------------- | ---------------------------- |
| Conaree FC       | 0 - 1     | St Paul's United | 15 de octubre de 2020 | Warner Park Sporting Complex |
| St Paul's United | 5 - 1     | Conaree FC       | 20 de octubre de 2020 | Warner Park Sporting Complex |
| Conaree FC       | Cancelado | St Paul's United | 29 de octubre de 2020 | Warner Park Sporting Complex |

| Bandera de San Cristobal y Nieves     |
| Campeón St Paul's United. 6.to título |